# Bogshult och Stora Gälleberg
Bogshult och Stora Gälleberg är en av SCB avgränsad och namnsatt småort i Tidaholms kommun i Västra Götalands län. Den omfattar bebyggelse i de två sammanväxta byarna i Daretorps socken. 